# Sval kožní

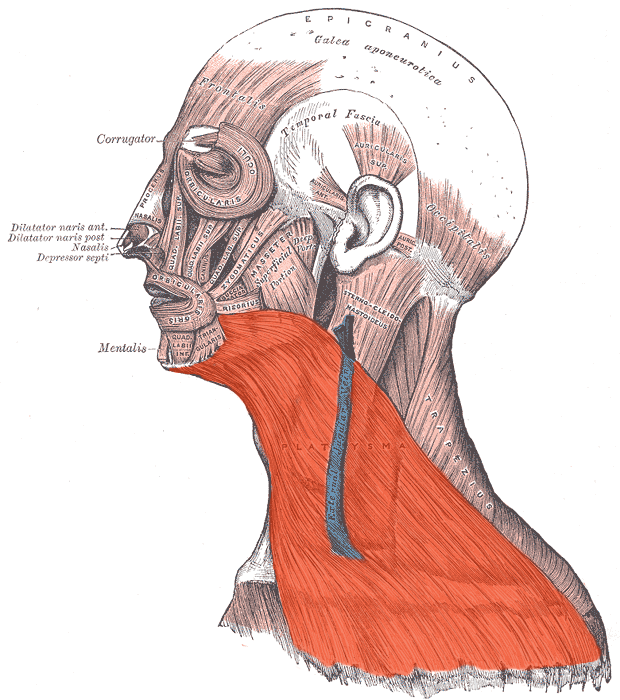
Vyznačená platyzma (rudě)

Sval kožní (též platyzma z lat. platysma, z řec. platys = plochý), je velmi tenký plochý sval, který se nachází v podkoží krku — na povrchové krční fascii. Upíná se tedy na kůži krku (z největší části), nikoliv na kosti, jako u většiny svalů. Platysma se v evoluci vyvinula z materiálu mimického svalstva - tedy ze 2. žaberního oblouku.

## Uložení
Platysma sahá od povrchu podklíčkové krajiny, a to v šíři kloubního spojení klíční kosti a hrudní kosti a okraje deltového svalu, po dolní ret. Tento sval je uložen v podkoží celé této oblasti, výjimkou je úpon na dolní čelist (mandibula), tam se ještě proplétá mezi mimické svaly dolního rtu. U starých lidí bývá na krku viditelný jako „řasa“.
Snopce svalů obou stran krku se mohou křížit pod bradou, vzácně i nad hrdelní jamkou (fossa jugularis) - v tomto případě jde o vývojové zbytky zaniknuvší hlubší vrstvy podkožního svalstva krku (musculus sphincter colli).
Mezi snopcemi kožního svalu a mezi platysmatem a fascií vedou senzitivní nervy a tenká žíla vena jugularis externa.

## Funkce
Platysma ovládá napětí kůže krku v souladu s jeho pohyby. Je také synergistou mimických svalů dolního rtu a podílí se tak na mimice.

## Inervace
Sval je řízen sestupným úsekem VII. hlavového nervu, tj. nerv lícní (nervus facialis), z ramus colli, který vede pod ním.